# 우드-앤더슨 비틀림 지진계

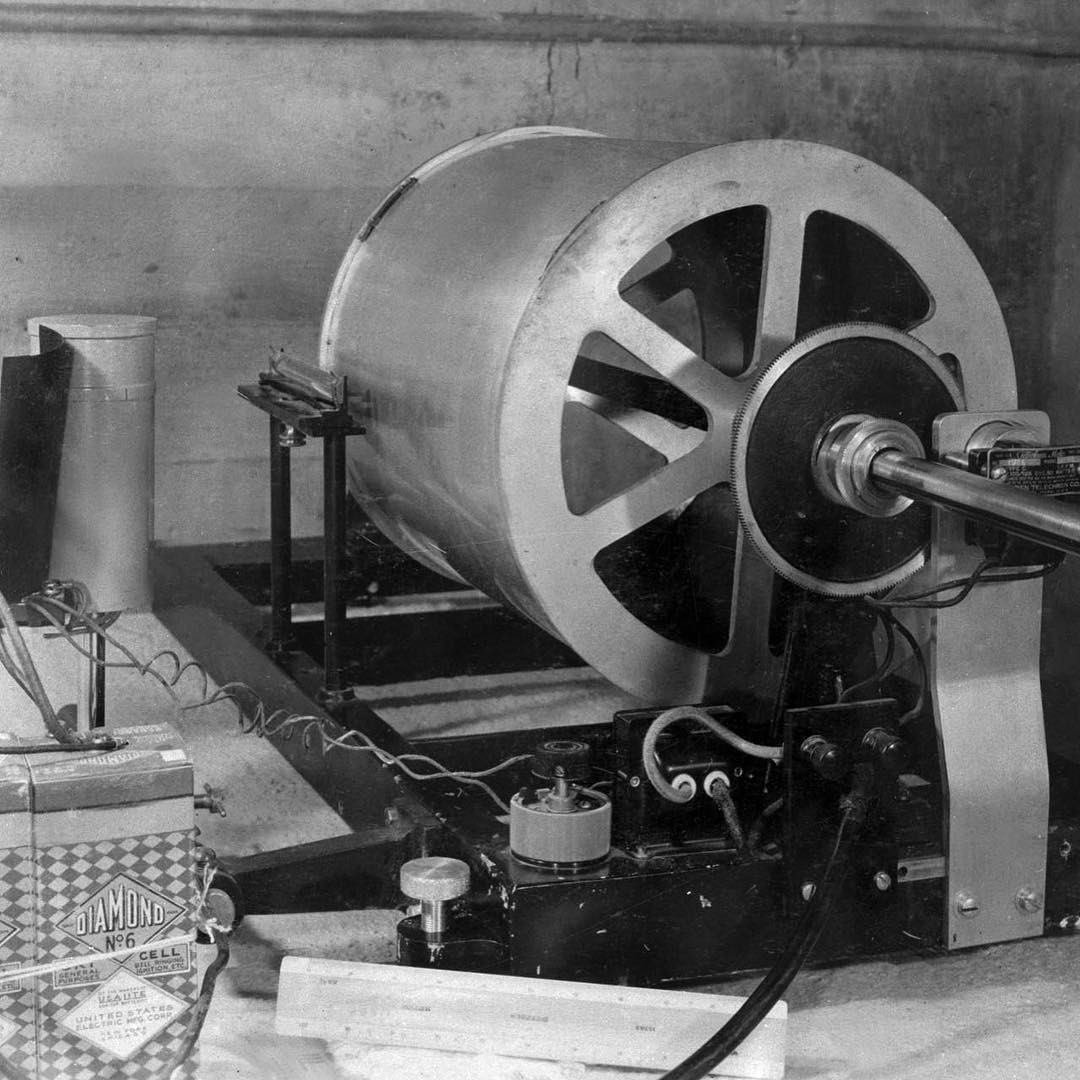
우드-앤더슨 지진계 기록계

우드-앤더슨 비틀림 지진계(Wood-Anderson torsion seismometer)는 미국 캘리포니아주에서 활동했던 두 지진학자인 해리 O. 우드와 존 어거스트 앤더슨이 1920년대 캘리포니아 남부 지역에서 흔히 관측할 수 있는 소규모 단주기 지진을 관측하기 위해 개발한 지진계이다. 지반 진동을 2,800배 증폭하여 고유주기가 0.8초인 지진계이다.
비틀림 지진계는 마찰력을 줄이고 장치의 감도를 높이기 위해 진자에 의존하지 않고 장치가 움직일 때 발생한 흔들림을 얉은 금속실처럼 고정한 구리를 관성질량의 회전으로 인한 비틀림으로 발생하는 장력을 측정하는 방법으로 흔들린 정도를 측정한다. 관성질량과의 물리적 접촉을 막기 위해 질량에 고정된 거울에서 반사된 빛을 이용하여 사진용지에 비틀린 정도를 감광하는 방식으로 흔들림을 기록한다. 흔들림을 고정하는 댐퍼는 자석으로 만들어졌다.
1935년 미국의 지진학자 찰스 릭터가 개발한 릭터 규모, 혹은 "리히터 규모"를 개발할 때도 이 비틀림 지진계를 이용하여 흔들린 정도와 진원과의 거리를 통해 규모를 정의하였다. 규모 0은 비틀림 지진계에 기록된 지진파의 최대 진폭이 1 마이크로미터(1 µm, 0.001 mm)일 때로 정의하였으며, 규모 ML3의 지진은 진원과 17 km 떨어진 비틀림 지진계에서 10 mm의 진폭이 관측된 경우로 정의하였다.